# 杵屋勝東治
杵屋 勝東治（きねや かつとうじ、1909年〈明治42年〉10月16日 - 1996年〈平成8年〉2月23日）は、長唄三味線方。本名は奥村実。
東京市京橋区新富町の生まれ（深川区洲崎で生まれたという説もある）。6歳のころから10代目杵屋六三郎、4代目杵屋勝太郎に師事し、15歳で杵屋勝東治の名を許される。17歳で師匠となる。

## 評価
力強いバチさばき、男っぷりのよさ、世辞、追従の類が言えないという性格にファンも多かった。この父の性格が若山・勝兄弟に引き継がれたといえるであろう。

## 家系
- 長男 - 若山富三郎（俳優）：先立たれる
- 長男の元妻 - 藤原礼子（女優）
- 孫 - 若山騎一郎（俳優）
- 次男 - 勝新太郎（俳優）
- 次男の妻 - 中村玉緒（女優）
- 孫 - 奥村真粧美（元女優）
- 孫 - 鴈龍（俳優）